# Aviosuperficie Giubiliana
L'Aviosuperficie Giubiliana è ubicata a 9 km da Ragusa e 13 km da Marina di Ragusa, in contrada Giubiliana, da cui prende il nome.

## Strutture e dati tecnici
L'aviosuperficie ha una pista in asfalto lunga 680 metri circa, con orientamento 07/25 ed una seconda pista parallela di 500 m erbosa. L'orientamento preferenziale per i decolli è il 25, mentre per gli atterraggi il 07. L'aviosuperficie dispone di rifornimento carburanti, hangar ed illuminazione notturna della pista. Il circuito è del tipo "standard", sempre a Sud-Est del campo.

## Trasporti
Lungo la SP 25 Ragusa Mare, che congiunge il capoluogo ibleo alla località balneare, al km 7,5 si trova il bivio da cui si arriva all'aviosuperficie.

## Incidenti
- 26 maggio 2006: un monomotore aereo da turismo Mooney M20 con tre occupanti a bordo decollò alle 09:45 dalla pista dell'aviosuperficie con destinazione Pantelleria. Alle 10:15 il Mooney faceva rientro all'aviosuperficie schiantandosi contro il muro a secco che si trova alla fine della testata 25 della pista. I tre svizzeri a bordo dell'aereo morirono nell'impatto[1].
- 11 gennaio 2007: un monomotore da turismo Cessna 172, con tre occupanti a bordo, era in fase di avvicinamento all'aviosuperficie. Subito dopo l'ultimo contatto radio con la torre di controllo del Giubiliana, alle 9:51, l'aereo iniziò a perdere quota e secondo alcune testimonianze a pochi metri dalla pista l'aereo effettuò una brusca virata precipitando al suolo e prendendo fuoco per l'impatto.[2]. Nell'incidente i tre occupanti morirono a bordo dell'aereo che era partito alle 09:01 dall'aeroporto Boccadifalco di Palermo[3].

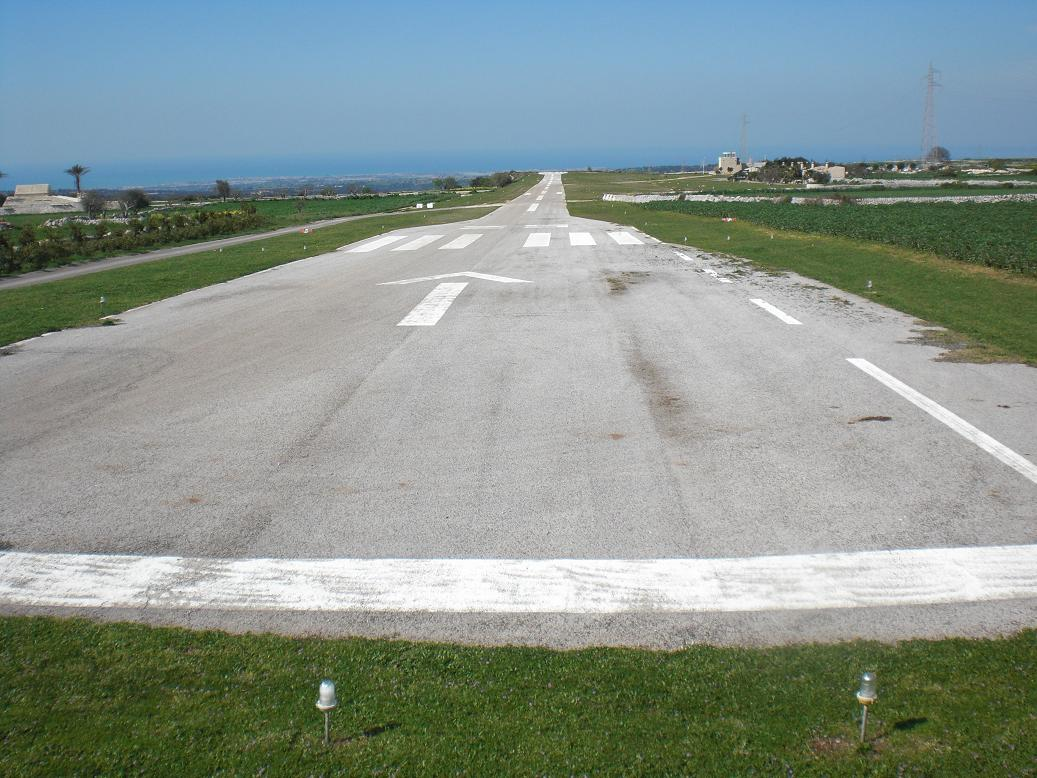
La pista dell'aviosuperficie Giubiliana.